# Olivia Loe
Olivia Loe (* 15. Januar 1992) ist eine neuseeländische Ruderin. 2017 wurde sie Weltmeisterin im Doppelzweier.

## Sportliche Karriere
Olivia Loe trat 2010 im Doppelvierer bei den Junioren-Weltmeisterschaften an, belegte aber lediglich den elften Rang. Von 2011 bis 2014 ruderte sie bei den U23-Weltmeisterschaften. Dabei belegte sie mit dem Doppelvierer 2011 den vierten Platz, gewann 2012 die Bronzemedaille und war 2013 Fünfte. 2014 ruderte sie im Vierer ohne Steuerfrau und gewann die Silbermedaille. 2015 trat Olivia Loe im Weltcup zweimal im Einer an, belegte aber lediglich die Plätze 16 und 19. 2016 ruderte sie zusammen mit Holly Greenslade im Zweier ohne Steuerfrau und belegte beim Weltcup in Posen den sechsten Platz, im selben Rennen belegten allerdings Genevieve Behrent und Rebecca Scown den zweiten Platz. Behrent und Scown gewannen bei den Olympischen Spielen in Rio de Janeiro die Silbermedaille für Neuseeland. 
2017 bildete Olivia Loe mit Brooke Donoghue einen Doppelzweier. Die beiden siegten bei den Weltcup-Regatten in Posen und Luzern. Zum Saisonabschluss gewannen die beiden den Titel bei den Weltmeisterschaften in Sarasota. 2018 gewannen Loe und Donoghue bei den Weltcup-Regatten in Linz und Luzern. Bei den Weltmeisterschaften gewannen sie die Silbermedaille hinter den Litauerinnen. 2019 siegten Donoghue und Loe beim Weltcup in Posen. Bei den Weltmeisterschaften siegten die beiden mit einer Sekunde Vorsprung vor den Rumäninnen. Georgia Nugent-O’Leary, Ruby Tew, Eve Macfarlane, Olivia Loe bildeten den neuseeländischen Doppelvierer bei den Olympischen Spielen in Tokio. Die Crew belegte den achten Platz.
Die 1,70 m große Olivia Loe startet für den Avon Rowing Club.